# Афанасій Вольховський
Єпископ Афанасій (світське ім'я — Петро Вольховський; нар. 25 листопада 1712 — пом. 15 лютого 1776, Ростов) — український релігійний діяч доби Гетьманщини. Вихованець Харківського колегіуму. Єпископ Російської православної церкви. Учасник Собору єпископів, який засудив святителя Арсенія Мацієвича.

## Біографія
Уродженець Гетьманщини. Навчався в Харківському колегіумі та Києво-Могилянській академії, після закінчення курсу якої став викладачем в Харківському колегіумі, потім примусово емігрував на Московщину, де почав працювати в Московській духовній академії проповідником.

### На Московщині
У травні 1745 р. пострижений у чернецтво, з 1748 року — ректор Троїце-Сергієвої семінарії.
23 лютого 1753 р. зведений у сан архімандрита, а 1754 р. призначений членом Святійшого Синоду Російської імперії.
Відмінною рисою Афанасія була любов до храмобудівництва. 1756 р. почав будівництво храму в ім'я Святої Трійці в Троїце-Сергіївській Приморській пустині. У 1771 р. ним збудований холодний храм в Варницькому монастирі.

### Єпископське служіння
23 квітня 1758 р. призначений єпископом Тверським ВПСРІ (Відомства православного сповідання Російської імперії), посівши цю кафедру відразу після українського культурного діяча, єпископа Веніаміна Пуцек-Григоровича.
З 26 травня 1763 р. — єпископ Ростовський і Ярославський ВПСРІ, зайнявши кафедру репресованого українського святителя Арсенія Мацієвича.
Помер 15 лютого 1776 р. в Ростові-Мерському. Похований в місцевому Успенському соборі. Його кафедру зайняв Самуїл Миславський, у майбутньому — митрополит Київський ВПСРІ.

### Участь у справі Арсенія Мацієвича
На початку березня 1763 р. Афанасій разом з іншими архієреями підписав доповідь-донос, в якій послання Ростовського митрополита Арсенія Мацеєвича, що містило протест проти погрому православних монастирів, розцінювалося як «образа Її Імператорської Величності». Згодом був і учасником Собору, який засудив митрополита Арсенія Мацеєвича, що дало змогу московській владі закатувати єпископа у в'язниці.